# Sacrifice (песня Биби Рексы)
«Sacrifice» (с англ. — «Жертва») ― сингл американской певицы Биби Рексы с её второго студийного альбома Better Mistakes. Он был выпущен в качестве второго сингла с альбома 5 марта 2021 года.

## Композиция
Песня была написана Рексой, Пабло Боуманом, Питером Райкрофтом и продюсером песни Бернсом. Он был описан Рексой как единственный танцевальный трек на альбоме Better Mistakes. Сингл представляет собой данс-поп песню с клубными битами.

## Музыкальное видео
Музыкальное видео, снятое режиссёром Кристианом Бреслауэром, было выпущено 5 марта 2021 года на YouTube. Он был вдохновлен боевиками конца 1990-х годов, такими как «Блэйд» и «Матрица», и изображает Рексу в роли женщины-вампира.

## Чарты
| Чарт(2021)                                 | Высшая позиция |
| ------------------------------------------ | -------------- |
| Бельгия/Фландрия (Ultratip Bubbling Under) | 10             |
| СНГ (TopHit)                               | 57             |
| Чехия (Rádio — Top 100)                    | 22             |
| Венгрия (Rádiós Top 40)                    | 11             |
| Венгрия (Single Top 40)                    | 32             |
| Нидерланды (Dutch Top 40)                  | 39             |
| Нидерланды (Single Top 100)                | 62             |
| New Zealand Hot Singles (RMNZ)             | 17             |
| Польша (Polish Airplay Top 100)            | 7              |
| Россия (TopHit)                            | 87             |
| США (Billboard Adult Pop Airplay)          | 25             |
| США (Billboard Dance/Mix Show Airplay)     | 1              |
| США (Billboard Pop Airplay)                | 29             |